# Храм Луны

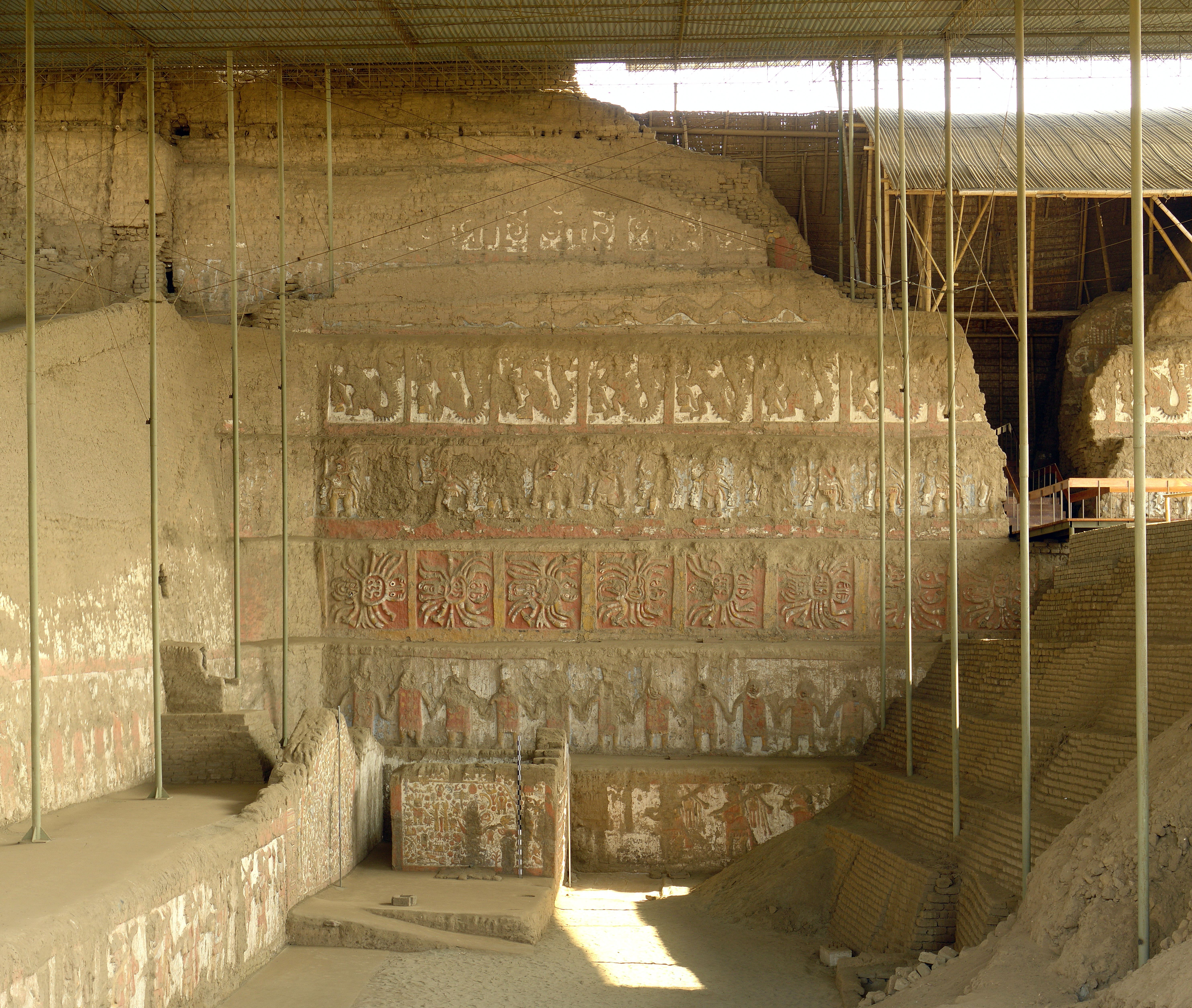
Декоративная стена храма Луны

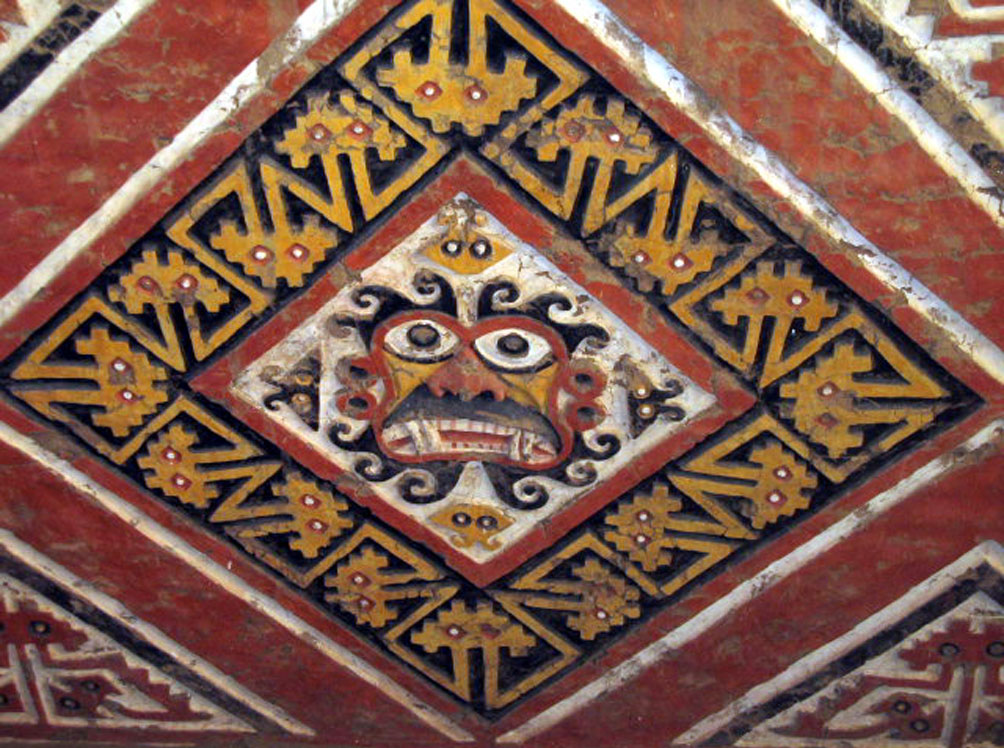
Восстановленная роспись на потолке храма Луны

Храм Луны, или Уака Луны, — сооружение из самана на севере Перу в регионе Ла-Либертад, примерно в 5 км от г. Трухильо. Храм относится к древней культуре Мочика. Недалеко от него находится Храм Солнца, тоже культуры мочика; между двумя храмами находился город. В настоящее время храм привлекает туристов сохранившимися на стенах фресками.

## Культовый центр
Храм был культовым, церемониальным и религиозным центром. Является одной из немногих уак, в котором сохранились великолепные стены и настенные фрески, несмотря на то, что храм был разграблен. В конструкции данной уаки можно отметить несколько храмов, которые надстраивались друг над другом в различные эпохи. Имеет прямоугольное основание шириной 87 метров и высотой 21 метр. На его верхней платформе возвышаются несколько залов, украшенных человеческими фигурами. На церемониальном алтаре последнего по времени постройки храмов обнаружены остатки 40 воинов, принесённых в жертву.
В Храме Луны сохранились интересные настенные фрески, исполненные красками 5 цветов (белый, чёрный, красный, синий и горчично-коричневый) минерального происхождения, а также рельефы, на которых можно распознать мочикское божество Ай-Апаэк или некое обезглавленное божество (исп. degollador — перерезающий горло). Кроме того, вокруг храма имеется храмовый двор и площади, сооружённые более 1500 лет тому назад.
На фасаде изображены несколько персонажей, таких, как божество гор с поясами, на которых висят голова кондора, лисы, змеи, огромные раки с церемониальными ножами, людей, держащих друг друга за руки, а также жрецов. Каждая из фигур связана с культом воды, плодородия земли и жертвами, приносимыми в храме.
Имеется внутренний двор площадью 10 тыс. м²., откуда население городской зоны могло наблюдать приготовления к жертвоприношениям воинов, однако, как представляется, само совершение жертв происходило в присутствии лишь высших должностных лиц.